# علم بولندا
أعتمد علم بولندا في 1 آب / أغسطس من سنة 1919 ويتكون العلم البولندي من اللونين الأبيض والأحمر مرتبين بصورة أفقية على التوالي، والعلم البولندي مشابه للعلمين الإندونيسي والموناكي ولكن بعكس اللونين الأحمر والأبيض مكان بعضهما البعض.